# The Rise and Fall of Ruby Woo
The Rise and Fall of Ruby Woo è il secondo album del trio di musica a cappella The Puppini Sisters, pubblicato il 26 ottobre 2007 dall'etichetta discografica UCJ, divisione della Universal riservata alla musica jazz e classica.
Il disco contiene tredici tracce, sia inediti che cover di brani già editi in precedenza da altri artisti.

## Tracce
CD (UCJ 1743243 (UMG) [uk]
1. Spooky – 2:45 (Buddy Buie, J.R. Cobb, Mike Shapiro)
2. Walk like an Egyptian – 2:44 (Liam Sternberg)
3. Old Cape Cod – 3:34 (Claire Rothrock, Milt Yakus, Irwin Pincus)
4. Soho Nights – 4:31 (Stephanie O'Brien)
5. I Can't Believe I'm Not a Millionaire – 4:33 (Marcella Puppini)
6. It Don't Mean a Thing (If It Ain't Got That Swing) – 4:52 (Duke Ellington, Irving Mills)
7. Could It Be Magic – 3:34 (Barry Manilow, Adrienne Anderson)
8. Jilted – 5:40 (Marcella Puppini)
9. Don't Sit Under the Apple Tree – 2:52 (Martin Terefe, Jon Hall, The Puppini Sisters)
10. Crazy in Love – 3:39 (Eugene Record, Jay-Z, Beyoncé Knowles, Rich Harrison)
11. It's Not Over (Death or the Toy Piano) – 3:16 (Kate Mullins)
12. And She Sang – 4:18 (Marcella Puppini)
13. We Have All the Time in the World – 4:04 (John Barry, Hal David)

Durata totale: 50:22

## Classifiche
| Classifica (2007) | Posizione raggiunta |
| ----------------- | ------------------- |
| Francia           | 43                  |
| Regno Unito       | 73                  |